# Mňau TV
Mňau TV je televizní stanice přinášející pořady o domácích mazlíčcích, zejména kočkách a psech. Televizi provozuje společnost CE Media, resp. S&P Broadcasting, jako svůj druhý kanál v ČR.

## Vznik
Stanice začala po několika odkladech (původní termín byl již v září 2015) vysílat v únoru 2016 rozšířením původní dvacetisekundové smyčky z prosince 2015. Na stránkách Mňau TV lze sledovat živý přenos TV. Dříve zde byla pouze tato smyčka. 

## Název
Název televizní stanice pochází odvozením od prvního kanálu společnosti CE Media, kterým je Mňam TV — zaměřená především na vaření. Mňau je též citoslovce (liší se jen jedním písmenem), v českém jazyce jde o přepis zvuku, který vydává kočka.

## Naladění
Televize byla součástí Multiplexu 4 (do 1. 3. 2017), později ji bylo možné sledovat v regionálních sítích 1, 2, 4, 9, 16, 17 a 18. Nyní ji lze sledovat u některých kabelových, satelitních a IPTV operátorů, jako je UPC.

## Program
Program je založen na interakci s diváky — domácí videa, prezentace konkrétních domácích mazlíčků (pořad Hledáme MňauSTAR) i útulků pro zvířata.